# لارنل کل
لارنل کل (انگلیسی: Larnell Cole؛ زادهٔ ۹ مارس ۱۹۹۳) ورزشکار فوتبال اهل بریتانیا است.
از باشگاه‌هایی که در آن بازی کرده‌است می‌توان به باشگاه فوتبال فولام، باشگاه فوتبال منچستر یونایتد، باشگاه فوتبال میلتون کینز دونز، و باشگاه فوتبال شروزبری تاون اشاره کرد.
وی همچنین در تیم‌های ملی فوتبال England U19 England U20 بازی کرده‌است.